# Influências egípcias na Bíblia hebraica
O tema de possíveis influências egípcias na Bíblia hebraica é objeto de estudo acadêmico há mais de um século, e tem sido postulado que vários elementos da sociedade, cultura, religião e política egípcia deixaram marcas nas tradições hebraicas como registradas na Bíblia hebraica.

## Contexto histórico
O Egito dominou grande parte do Levante entre os séculos XVI e XII a.C., e fez várias intervenções mais ou menos importantes na região ao longo de vários séculos seguintes. A dominação seguramente envolveu um grau significativo de interferência na vida local, mas da mesma forma deve ter envolvido diversas trocas culturais. Há evidências de construção de fortificações, monumentos e assentamentos administrativos, penetração da ideologia política e da religião egípcia, intercâmbios diplomáticos, comércio, treinamento de artesãos e escribas em técnicas e tecnologias egípcias e outras formas.
O fim da dominação tem sido considerado por vários autores um fator importante na formação dos Estados de Judá e Israel, possibilitando o surgimento de uma identidade étnica e nacionalista. Mesmo depois da dominação direta a influência egípcia perdurou por séculos nesta região através de uma herança cultural, que é documentada por achados arqueológicos e iconográficos. Para Bernd Schipper, a partir do material encontrado, "é óbvio que os israelitas compartilharam dessa herança, que fazia parte da cultura do sul do Levante desde o período da presença egípcia", até os séculos VIII a VII a.C. os contatos diretos continuaram, e "se formos seguir certas passagens do Livro de Isaías ou o Livro de Jeremias, fica evidente que um partido político da corte de Jerusalém estava muito interessado no Egito", embora o interesse recíproco já fosse pequeno. Além disso, os Estados palestinos continuaram por muito tempo a ver no Egito um parceiro comercial, um supridor em momentos de carestias, um aliado militar contra invasões e mesmo como um lugar de refúgio para perseguidos políticos.

## Influências na Bíblia
Essas extensas e multisseculares relações entre Egito e Palestina produziram muitas trocas culturais, e embora a extensão dessas trocas ainda seja motivo de muito debate e controvérsia, evidências arqueológicas, iconográficas e literárias deixam claro que elas existiram, em proporções variáveis ao longo do tempo, perduraram por longo período, e deixaram marcas visíveis também no texto bíblico. Segundo Gary Rendsburg, "os acadêmicos há muito reconheceram todo tipo de influência estrangeira nos textos bíblicos", incluindo a influência egípcia. O pioneiro nesses estudos foi Ernst Wilhelm Hengstenberg, professor na Universidade de Berlim, que em 1842 publicou Die Bucher Mose's und Aegypcen, onde aproveitou os conhecimentos oferecidos pela nascente Egiptologia para analisar passagens da Bíblia como as histórias de José e Moisés e o Êxodo, embora sua abordagem não fosse crítica e sim tentasse provar que a narrativa bíblica refletia fatos históricos.
O Egito é uma presença assídua e relevante na Bíblia hebraica. Diversas figuras egípcias aparecem de maneira proeminente nos mitos de origem hebreus, diz o texto que Salomão casou com uma princesa egípcia, há relatos de guerras contra o Egito e da sua interferência direta na política do Reino de Judá, que se tornou seu vassalo, e especialmente o período de cativeiro e sua posterior partida, conhecida como o Êxodo, é um dos eventos mais centrais na tradição e identidade hebraicas, dando origem à tradição da Pessach. A historicidade do Êxodo tem sido muito questionada, pois não há quase evidência arqueológica e histórica extra-bíblica para sustentá-lo. Não obstante, segundo Christopher Hays, o seu grande relevo na narrativa bíblica sugere que ele tenha algum fundamento histórico, embora transformado ao longo do tempo: "As diversas tradições existentes sobre o Egito nos textos do Pentateuco e em outros escritos bíblicos antigos, combinadas e escritas posteriormente, parecem refletir diferentes experiências por parte dos grupos que se uniram em Israel". Para Uzi Avner, "a narrativa contém muitos elementos realistas sobre o Egito e o deserto e portanto não pode ser totalmente ignorada".
Há muito tempo tem sido reconhecido o uso de nomes pessoais e palavras de raiz egípcia entre os hebreus, muitos deles citados na Bíblia, como os nomes Merari, Miriam, Moisés, Aarão, Finéas, Putiel, Ahira, Assir e outros, palavras para denominar trajes sacerdotais, atividades comerciais e burocráticas, objetos, plantas, lugares, ferramentas, pedras preciosas e outras, embora muitas atribuições sejam polêmicas. Vários títulos administrativos também foram atribuídos a origens ou influência egípcias.
O grau mais forte de relação é percebido na área de literatura de sabedoria, especialmente provérbios e instruções, mas a relação também foi postulada nos gêneros de hinos e canções, e na propaganda política. É longamente aceito que parte do material do Livro dos Provérbios deriva diretamente da Instrução de Amenemope, tanto em seu conteúdo como em sua estrutura textual. Também foram assinaladas similaridades do Salmo 104 e do Cântico dos Cânticos com o Hino de Aquenáton. Segundo Hays, "há uma série de textos egípcios específicos que fornecem pontos de comparação mutuamente esclarecedores com os textos bíblicos, incluindo instruções de sabedoria, orações, hinos, relatos da criação e autobiografias. Estas são indicações das extensas e contínuas interações culturais entre o Egito e as culturas que produziram o Antigo Testamento".
Influências egípcias nas instituições religiosas de Israel também foram reivindicadas, especialmente no templo e culto de Jerusalém, mas também no conceito do Deus de Israel. No entanto, essas influências egípcias em Israel provavelmente foram mediadas pelos fenícios e refletiram a emulação anterior dos costumes e hábitos egípcios pelas elites cananeias durante o controle Raméssida da Palestina. Foram propostas ainda influências sobre o cerimonial da corte, os conceitos sobre realeza, suas ideias sobre os anjos, as leis a respeito da escravidão, o sistema administrativo, e sobre a formação do próprio nome de Deus (Javé), embora este tópico em particular seja geralmente rejeitado.
Embora a magia fosse proibida pela religião hebraica, há muitas referências a ela na Bíblia, incluindo a comunicação com os mortos, encantamentos e feitiços, oráculos através da consulta a animais, sorteio, varetas, passagem pelo fogo, sacrifícios e outras maneiras. Segundo Christopher Jenkins, a comparação com práticas mágicas no Egito e o achado de uma grande quantidade de amuletos e outros artefatos mágicos na Palestina, levam à conclusão de que "entre as muitas influências que os egípcios deixaram, uma delas foi a cultura da mágica em Israel", embora seja difícil determinar exatamente sua origem e provavelmente essas práticas incorporassem também influências de outras culturas, como a cananeia, fenícia, filisteia e mesopotâmica.